# Muban

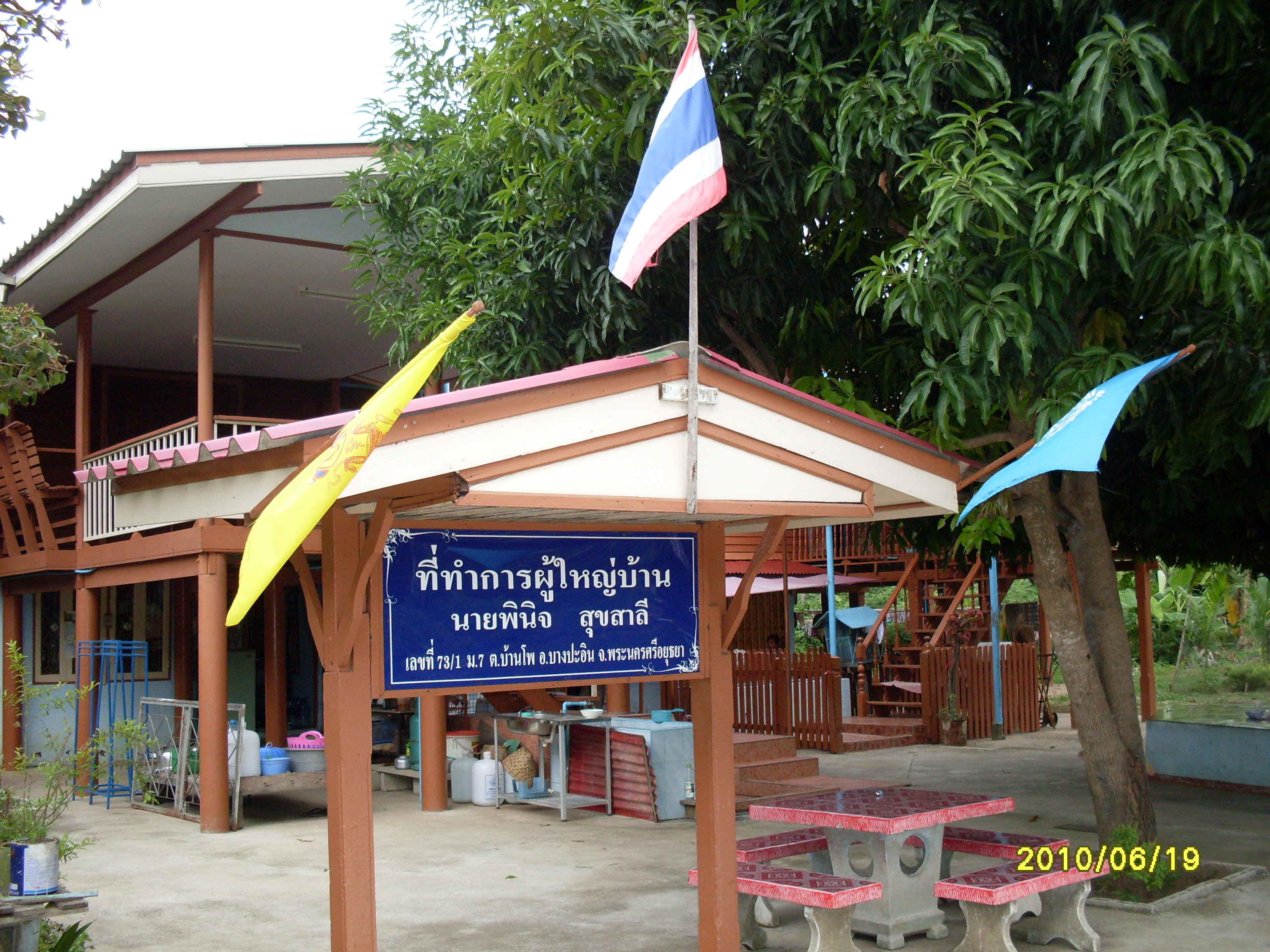
Bureau du chef du village, sous-district de Ban Pho, district de Bang Pa-in, province de Phra Nakhon Si Ayutthaya

Un Muban (หมู่บ้าน en thaï, ce qui se traduit en village) est la plus petite entité administrative de la Thaïlande. C'est une subdivision des tambons. En 2008, la Thaïlande comptait 74944 mubans. D'après le recensement de 1990, la taille moyenne d'un village est de 144 habitations, et de 746 habitants.